# Krustpils
Krustpils fou ciutat independent de Letònia des de 1920 fins a 1962 quan es va incorporar a Jēkabpils, com un districte d'aquesta ciutat situat a la riba nord de riu Daugava.

## Història
Les primeres dates de referència escrites apareixen des de 1237, quan el bisbe de Riga va construir el castell de Krustpils. El rei de Polònia Esteve Bathory I va viure allà el 1585. De 1561 a 1772 Krustpils va pertànyer a la Confederació de Polònia i Lituània, mentre que la part contrària de Jēkabpils va pertànyer al Ducat de Curlàndia i Semigàlia. La diferència entre el latgalià i el selià als dos costats del riu encara persisteix en l'actualitat. Durant la guerra russoturca (1877-1878) hi va haver un campament per a presoners de guerra turcs, molts d'ells es van establir permanentment a Krustpils, el cementiri turc es pot visitar avui dia. L'obertura de la línia fèrria Riga - Daugavpils el 1861 va permetre el seu desenvolupament econòmic. El 1935 tenia 3.658 habitants, dels quals el 53% eren letons, 35% jueus i 12% d'altres ètnies. El 1962 Krustpils va ser finalment incorporada a la ciutat de Jēkabpils.